# Половые гормоны

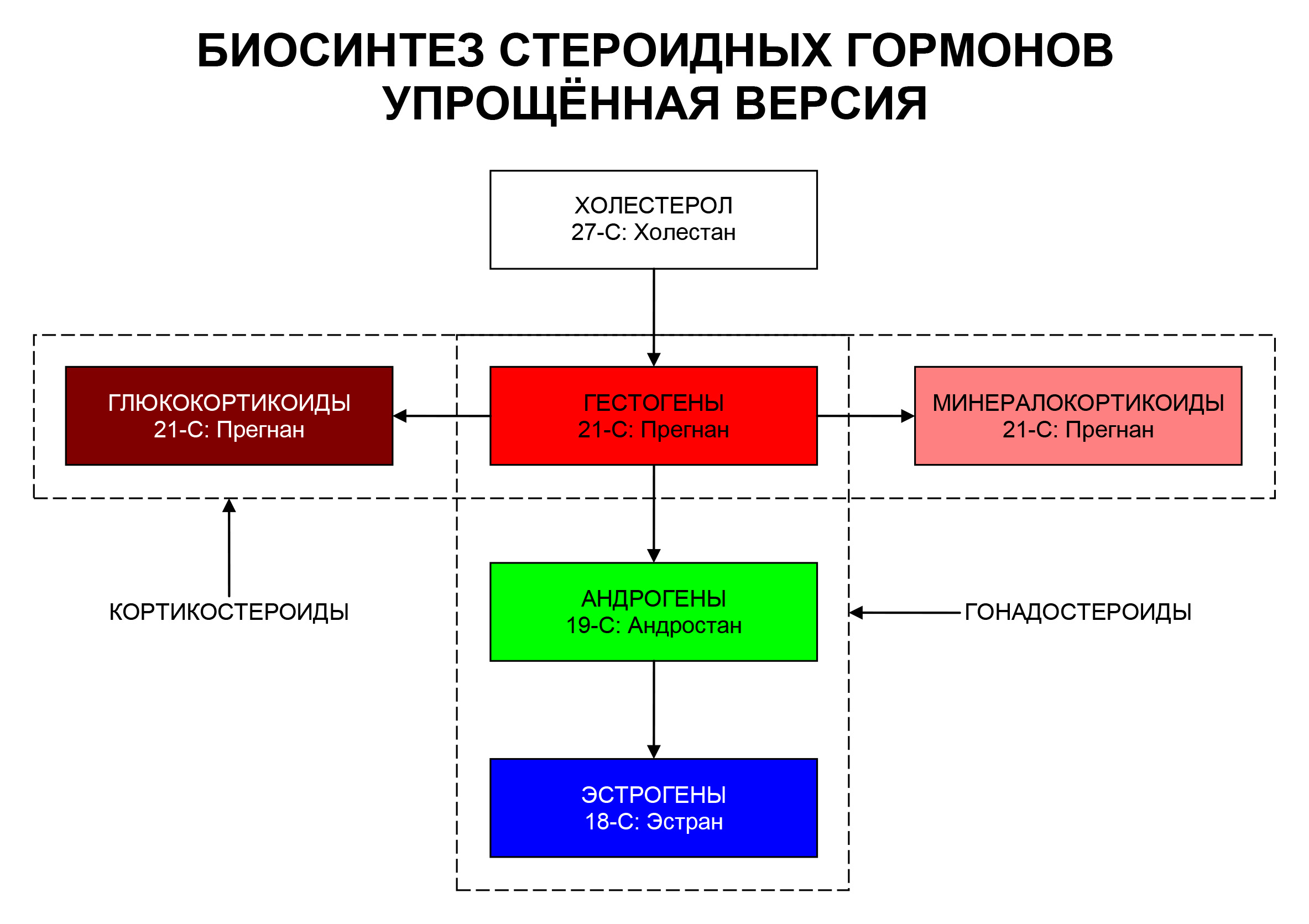
Упрощённая версия стероидогенеза

Половые гормоны (гонадостероиды) — гормоны, обеспечивающие развитие и функционирование имеющих признаки биологического пола живых организмов по мужскому или женскому типу, что полностью проявляется с наступлением половой зрелости, достигаемой в завершении периода полового созревания. В соответствии с этим половые гормоны делятся на мужские и женские.

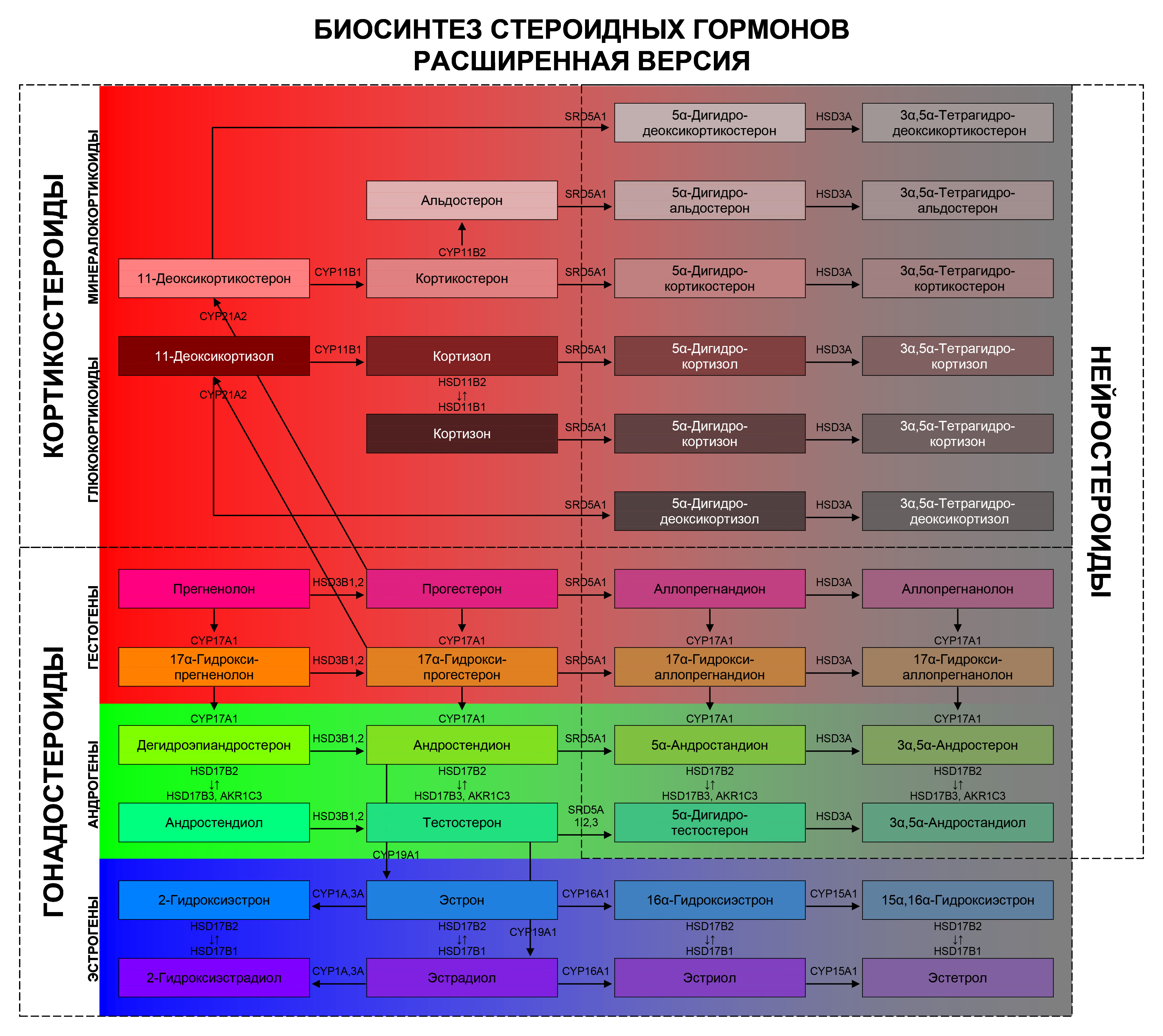
Расширенная версия стероидогенеза

В основном половые гормоны вырабатываются половыми железами — мужскими (яички) и женскими (яичники), являющимися главными элементами репродуктивной системы человека. В этом проявляется эндокринная функция данных желез — гормоны выделяются в кровяное русло, в отличие от экзокринной функции этих желез — выработки половых клеток, выделяемых во внешнюю среду.

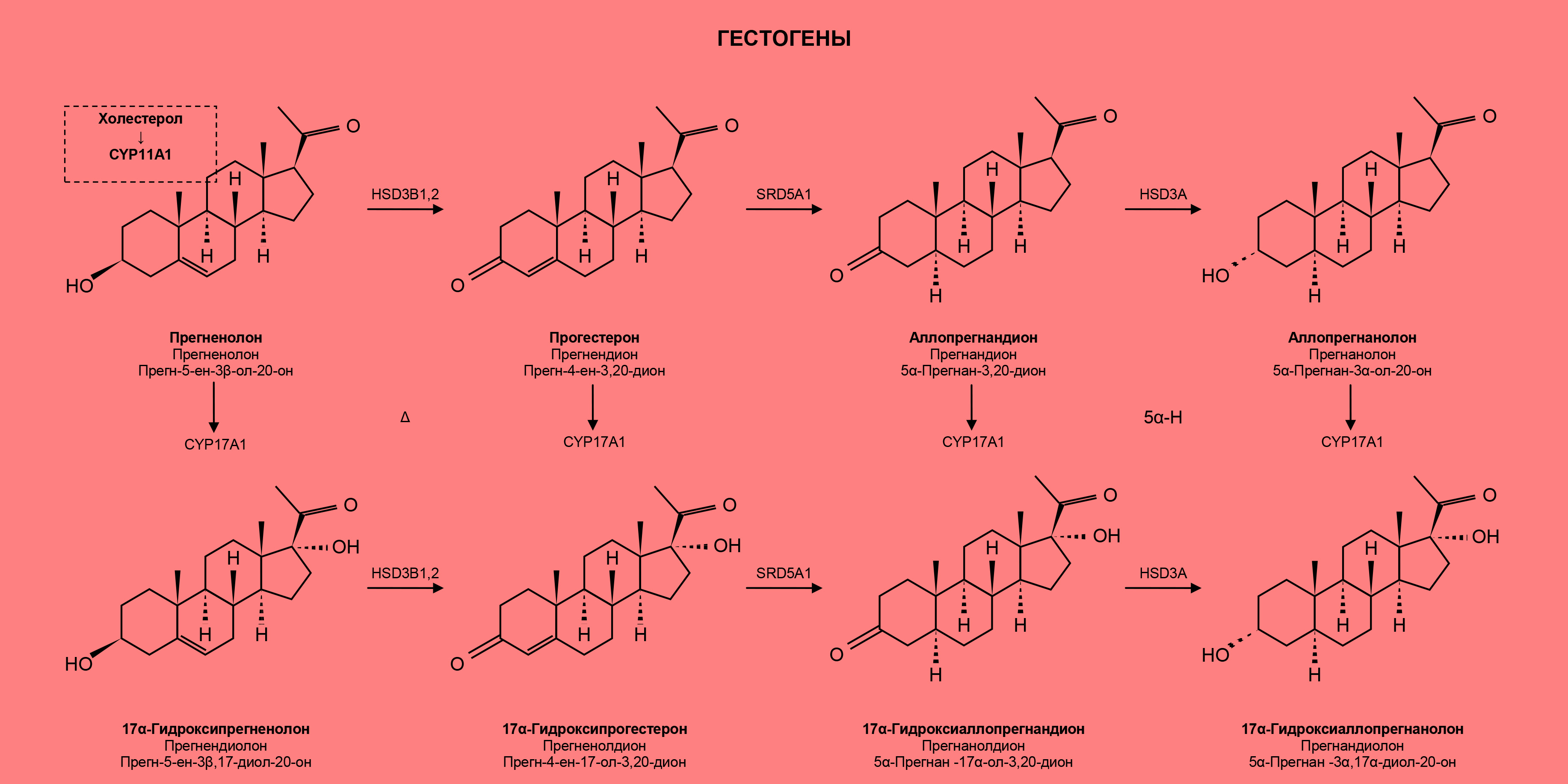
Стероидогенез прогестогенов

Мужские гормоны призваны обеспечивать мужской тип телосложения, развития половых органов, оволосения, набор мышечной массы, более низкий тембр голоса. Женские гормоны задают женский тип телосложения, большее развитие молочных желез и возможность лактации, полное развитие внутренних женских половых органов и меньшее и отличное от мужского типа — наружных женских (клитор обычно меньше пениса; эмбриональная урогенитальная борозда не зарастает, превращаясь в половую щель с преддверием влагалища; яичники, в отличие от яичек, опускающихся в мошонку, в норме не опускаются из полости малого таза в гомолог мошонки — большие половые губы). В достигшем половой зрелости женском организме гормоны обеспечивают менструальный цикл, возможность беременности, родов и лактации (выработки грудного молока).

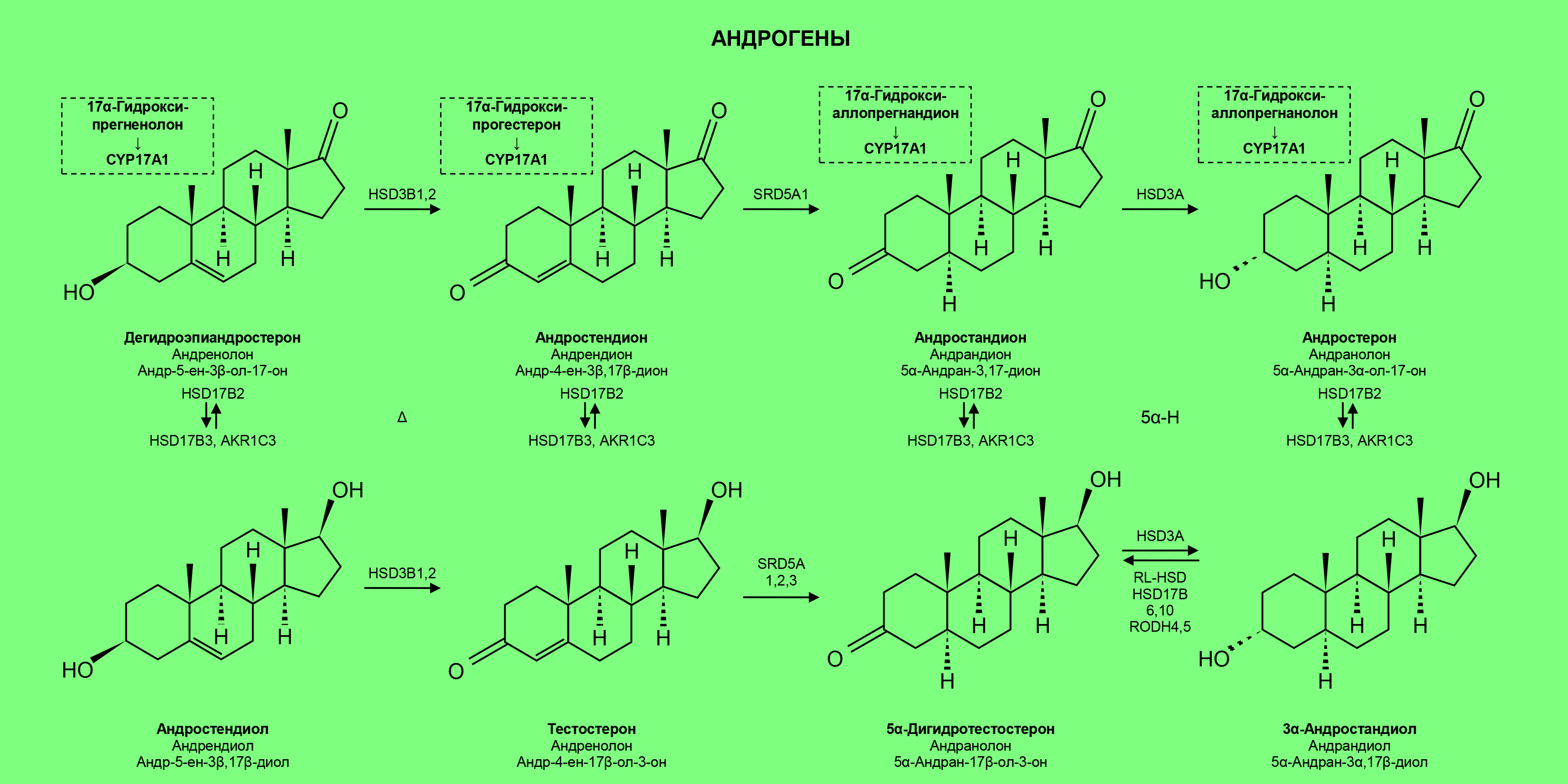
Стероидогенез андрогенов

В организмах как особей мужского, так и особей женского пола в норме в небольших количествах вырабатываются гормоны, характерные для противоположного пола. При некоторых  патологических процессах это соотношение может нарушаться, и это может проявляться изменениями в функционировании организма, который временно или постоянно приобретает часть признаков другого пола. Так, при повышенном уровне мужских половых гормонов у женщин происходит маскулинизация (вирилизация): тело не приобретает характерные для женщин пропорции, мышечная масса может доминировать над жировой, грудные железы остаются малоразвитыми; усиливается рост волос на теле — он происходит и за пределами мест, характерных для женского типа оволосения — подмышечных впадин и паховой области; может наблюдаться клиторомегалия; голос становится более низким. У мужчин с высоким уровнем женских гормонов может развиваться феминизация — наступить ожирение, произойти рост грудных желез (гинекомастия).

## Половые гормоны в узком смысле
Мужские половые гормоны:
- Андрогены (андростендиол, тестостерон, дигидротестостерон и др.).

Женские половые гормоны:
- Прогестогены (прегненолон, прогестерон, аллопрегнанолон и др.);
- Эстрогены (эстрон, эстрадиол, эстриол и др.);

## Половые гормоны в широком смысле

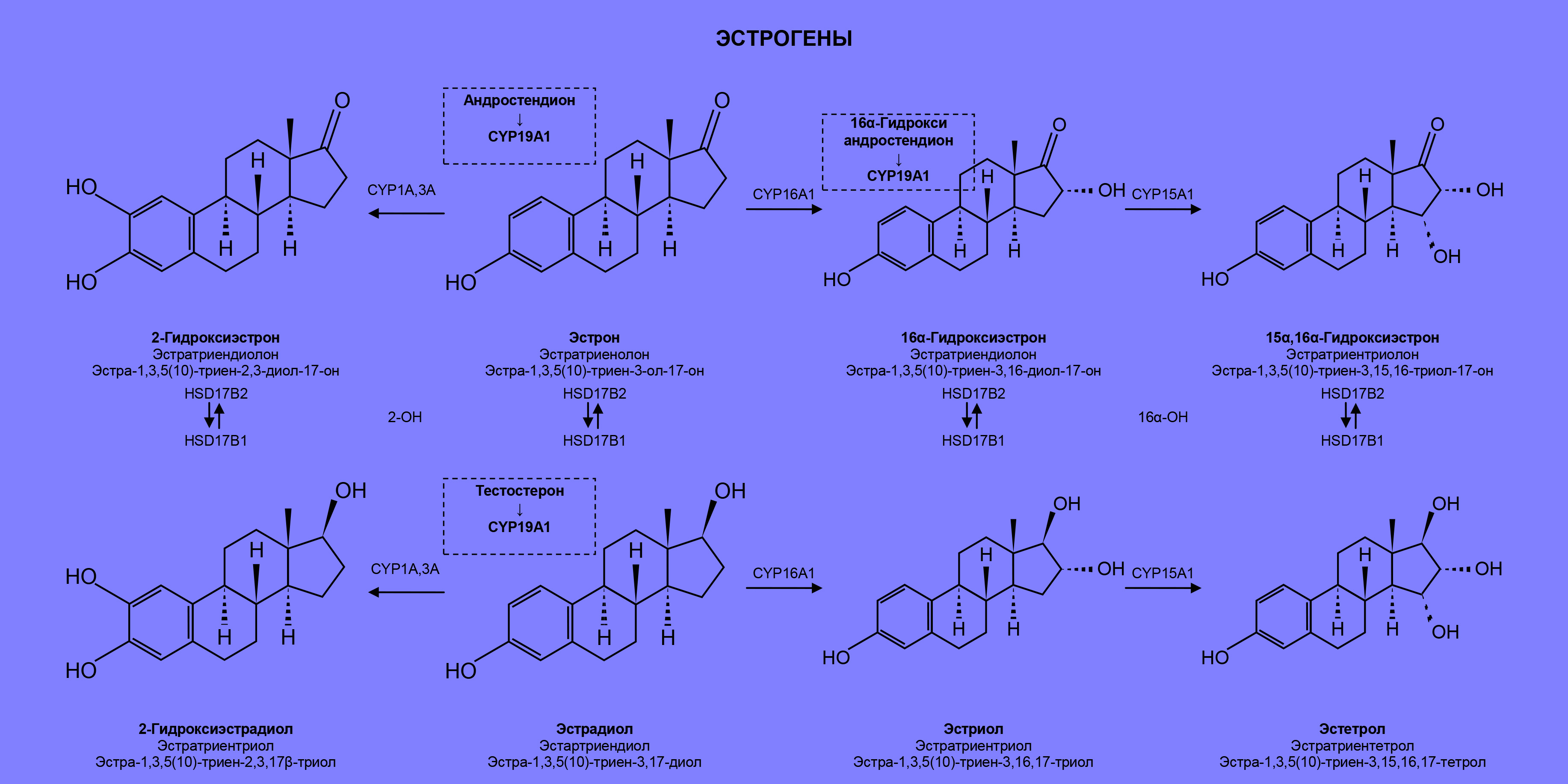
Стероидогенез эстрогенов

В несколько более широком смысле половые гормоны — вообще все гормоны, производимые половыми железами, не только половые стероиды, но и, например, ингибин яичников.
В самом широком смысле понятие половые гормоны включает в себя все гормоны, имеющие прямое отношение к физиологической регуляции репродуктивной функции, как гормоны, производимые половыми железами, так и гонадотропин-рилизинг-гормон, гонадотропные гормоны, пролактин. Сюда же с некоторой долей условности можно отнести гормон эпифиза мелатонин, являющийся своего рода «гонадостатином», функционально аналогичным соматостатину в соматотропной оси, для гонадотропной оси.
Несмотря на то, что влияние на те или иные аспекты репродуктивной функции оказывают практически все гормоны (например, инсулин увеличивает стероидогенез в яичниках, глюкокортикоиды понижают чувствительность тканей к половым стероидам, тиреоидные гормоны её повышают, и т. д.), их не относят к половым даже при самом широком толковании термина, поскольку регуляция репродуктивной функции — не единственная и даже не главная физиологическая роль этих гормонов.